# HAL Kiran
Die HAL HJT-16 Kiran ist ein zweisitziges Schulflugzeug des indischen Herstellers Hindustan Aeronautics.

## Geschichte und Konstruktion
Die Kiran ist ein einstrahliges Schulflugzeug mit zwei nebeneinander angeordneten Sitzen und wird von den indischen Streitkräften als Jettrainer eingesetzt. Das erste Flugzeug, angetrieben von einem Strahltriebwerk Rolls-Royce Viper Mk. 11, startete am 4. September 1964 zu seinem Erstflug. Die erste Serie – Kiran Mk. I – wurde ab März 1968 an die Indische Luftwaffe ausgeliefert. Spätere Maschinen wurden mit vier Aufhängepunkten unter den Tragflächen ausgestattet, um auch Waffentraining durchführen zu können und wurden als Kiran Mk. IA bezeichnet. Eine verbesserte Version, von einem Bristol-Siddeley-Orpheus-Triebwerk angetrieben und verbesserter Waffentragfähigkeit, war die Kiran Mk. II. Sie flog erstmals am 30. Juli 1976 und wurde von 1985 bis 1989 (61 Stück) ausgeliefert.
Die Kiran wird bei der Indischen Luftwaffe ersetzt durch die HJT-36.

## Versionen
Kiran Mk. IZweisitziger Basic Jet Trainer, Rolls-Royce Viper Mk. 11 Triebwerk (118 gebaut)
Kiran Mk. IAZweisitziger Basic Jet Trainer mit vier Aufhängepunkten unter den Tragflächen (72 gebaut)
Kiran Mk. IIZweisitziger Basic Jet Trainer mit vier Aufhängepunkten unter den Tragflächen und einem in der Nase eingebauten Zwillings-MG

## Nutzung
Indien
- Indische Luftwaffe
- Indische Marine

## Technische Daten
| Kenngröße             | Daten (Kiran Mk. IA)                               |
| --------------------- | -------------------------------------------------- |
| Besatzung             | 2                                                  |
| Länge                 | 10,60 m                                            |
| Spannweite            | 10,70 m                                            |
| Höhe                  | 3,63 m                                             |
| Flügelfläche          | 19 m²                                              |
| Flügelstreckung       | 6,0                                                |
| Leermasse             | 2560 kg                                            |
| max. Startmasse       | 4235 kg                                            |
| Reisegeschwindigkeit  | 324 km/h                                           |
| Höchstgeschwindigkeit | 695 km/h                                           |
| Dienstgipfelhöhe      | 9144 m                                             |
| Reichweite            | 615 km                                             |
| Triebwerke            | ein Rolls-Royce Viper Mk. 11                       |
| Bewaffnung            | an 4 Aufhängepunkten unter den Tragflächen möglich |